# Latrine pubbliche inglesi

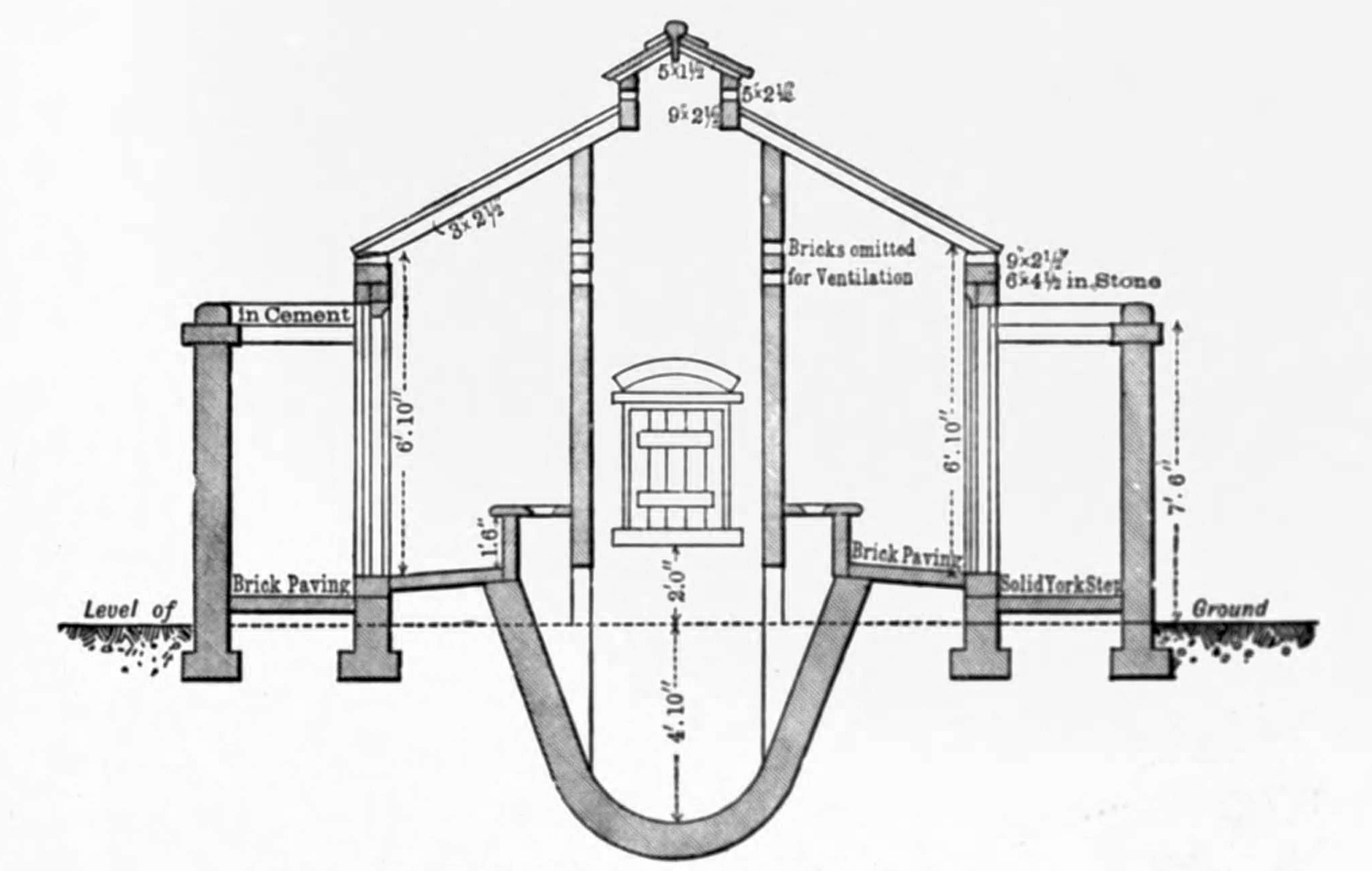
Schema di una latrina pubblica a Nottingham

Le latrine pubbliche (in inglese "privy midden") erano un sistema idrico sanitario formato da una latrina collegato ad una fognatura. Tali strutture erano largamente utilizzate in città a rapido sviluppo industriale come ad esempio Manchester in Inghilterra, ma erano difficili da svuotare e da pulire.
I contemporanei definiscono tali sistemi come "strutture sgradevoli" e "di solito umidi e emananti odori ripugnanti". Spesso tali strutture venivano sostituite da bagni pail closets e gabinetti a filo muro con sciacquone.

## Sviluppo e perfezionamento
La latrina pubblica chiusa è stata uno sviluppo della latrina pubblica comune che a sua volta è stata creata dalla primitiva "fossa" ditch.  La prima versione era essenzialmente un gabinetto esterno per uso pubblico, che si trovava al di sopra di un foro nel terreno collegato ad una discarica pubblica.
Nel 1876, in un discorso tenuto alla Institution of Civil Engineers, un certo signor Redgrave ha descritto le latrine pubbliche come strutture che rappresentano "il livello di tutto ciò che è completamente sbagliato, costruito in materiali permeabili e permettendo libero accumulo di sporcizia nel terreno circostante, capaci di contenere le deiezioni di una casa o di un blocco di case, per mesi o anche anni".
Miglioramenti successivi, come la costruzione di una latrina pubblica chiusa a Nottingham, furono implementati utilizzando una blocco di mattoni sollevato sopra un recipiente concavo per dirigere escrementi verso il centro della fossa, ricoperta con cemento per evitare perdite nel terreno circostante. Tale gabinetto è stato progettato con un'apertura speciale attraverso la quale il materiale maleodorante potrebbe essere disseminato sopra la parte superiore della fossa ed è stato installato anche un condotto di aerazione speciale. Tale progetto ha offerto un significativo miglioramento rispetto alle latrine pubbliche precedenti, ma i problemi di svuotamento e pulizia di tali pozzi sono rimasti e pertanto il sistema di secchio, con il suo contenitore facilmente rimovibile, è diventato sempre più popolare.

## Problemi legati alle latrine pubbliche
Nel 1869 Manchester aveva una popolazione di circa 354.000 persone le quali avevano a disposizione circa 38.000 latrine pubbliche e 10.000 gabinetti a sciacquone. Un'indagine delle condizioni della rete fognaria della città rivelò che tale rete era stata «bloccata con un accumulo di sporcizia causato dall'eccesso di deiezioni". Tali problemi costrinsero le autorità cittadine a prendere in considerazione altri metodi di smaltimento dei rifiuti umani. Il gabinetto a sciacquone è stato utilizzato in case benestanti, ma le preoccupazioni per l'inquinamento dei fiumi, dei costi e delle forniture idriche disponibili fecero sì che la maggior parte delle città e paesi scelsero sistemi di conservazione a secco ad alta intensità di lavoro. Manchester era una delle città dove le autorità nel 1877 sostituirono circa 40.000 fosse con bagni pail closet e gabinetti a filo muro con sciacquone che diventarono 60.000 nel 1881. Il terreno che circondava le antiche fosse fu sgomberato, i collegamenti con scarichi e fogne rimossi e furono costruite toilette pubbliche su ogni area. Stando a quanto ha dichiarato un contemporaneo l'installazione di circa 25.000 bagni pail closet rimosse fino a 3.000.000 galloni imperiali (14.000.000 L) di urina e condotto le deiezioni attraverso gli scarichi pubblici nelle fognature pubbliche e nei fiumi.
La Commissione Reale contro l'inquinamento dei fiumi del 1868 due anni dopo affermò: "le latrine e i cenerari continuano ad essere strapieni e tanto quanto sporchi ... Tali cumuli vengono puliti ogni qual volta ne si comunichi il bisogno, probabilmente in media una volta in sei mesi, da uno staff di uomini che lavorano di notte impiegando l'utilizzo di carretti".